# Поттель, Райнер
Райнер-Дитер Поттель (нем. Rainer-Dieter Pottel; род. 29 августа 1953, Берлин) — немецкий легкоатлет, специалист по многоборьям. Выступал за сборную ГДР по лёгкой атлетике в 1975—1981 годах, победитель Кубка Европы в личном и командном зачётах, трёхкратный чемпион ГДР в десятиборье, участник летних Олимпийских игр в Москве.

## Биография
Райнер Поттель родился 29 августа 1953 года в Берлине. Проходил подготовку в столичном спортивном клубе «Берлинер».
В 1974 году в десятиборье одержал победу на чемпионате Восточной Германии.
Дебютировал на международной арене в сезоне 1975 года, выступив на Кубке Европы по легкоатлетическим многоборьям в Быдгоще.
В 1977 году вошёл в основной состав восточногерманской национальной сборной и выступил на Кубке Европы в Лилле — в личном зачёте стал серебряным призёром, уступив только советскому легкоатлету Александру Гребенюку, тогда как в командном зачёте занял третье место.
В 1978 году вновь выиграл восточногерманское национальное первенство, на чемпионате Европы в Праге набрал в программе десятиборья 7883 очков, расположившись в итоговом протоколе соревнований на восьмой строке.
В 1979 году на домашнем Кубке Европы в Дрездене показал пятый результат в личном зачёте и помог своим соотечественникам выиграть общий командный зачёт.
Благодаря череде удачных выступлений удостоился права защищать честь страны на летних Олимпийских играх 1980 года в Москве — здесь неудачно выступил в прыжках в длину, провалив все попытки и не показав никакого результата — вынужден был досрочно завершить выступление.
После московской Олимпиады Поттель ещё в течение некоторого времени оставался в составе легкоатлетической команды ГДР и продолжал принимать участие в крупнейших международных стартах. Так, в 1981 году он в третий раз победил на чемпионате ГДР в десятиборье, выиграл личный зачёт Кубка Европы в Бирмингеме, показав при этом лучший результат мирового сезона (8334), и стал серебряным призёром в командном зачёте.
Впоследствии в течение многих лет работал тренером по лёгкой атлетике, среди его воспитанников такие известные спортсмены как Мартин Бус, Андре Никлаус, Лукас Якубчик. Начиная с 2010 года тренировал десятиборцев национальной сборной Германии.